# Arundinella holcoides
Arundinella holcoides är en gräsart som först beskrevs av Carl Sigismund Kunth, och fick sitt nu gällande namn av Carl Bernhard von Trinius. Arundinella holcoides ingår i släktet Arundinella och familjen gräs. Inga underarter finns listade i Catalogue of Life.